# Doggerbank-Krankheit

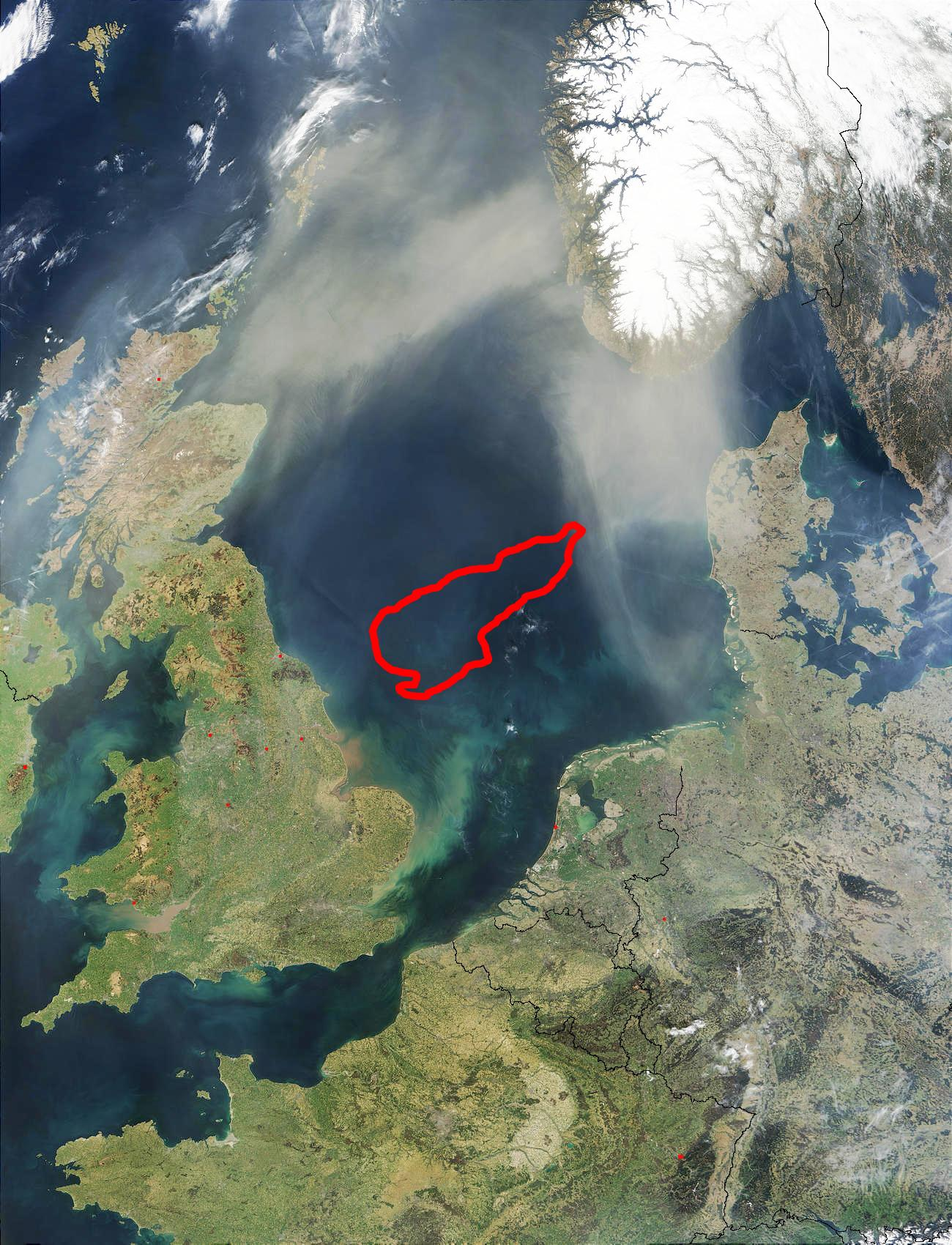
Satellitenaufnahme der Nordsee, die Doggerbank ist rot umrandet

Die Doggerbank-Krankheit, auch bekannt als Doggerbank-Jucken (engl. dogger bank itch) ist eine Hauterkrankung, die ausschließlich bei Nordseefischern vorkommt, die die zentral in der Nordsee liegende Doggerbank mit Grundschleppnetzen befischen.

## Ursache und Wirkung
Bei der Doggerbank-Krankheit handelt sich um eine allergische Reaktion auf das (2-Hydroxyethyl)-dimethylsulfoxonium-Kation, welches von Moostierchen (Bryozoa) der Art Alcyonidium gelatinosum produziert wird. Diese Bryozoen, die nur in der betroffenen Meeresregion vorkommen, leben in Kolonien auf dem Meeresboden und werden von den Schleppnetzen mitgerissen. Die Fischer kommen mit den Tierchen unwillkürlich in Kontakt, und es kommt innerhalb weniger Monate bis mehrerer Jahre zu einer Sensibilisierung der Haut für das betreffende Ion.

(2-Hydroxyethyl)-dimethylsulfoxonium-Chlorid

Das Sulfoxonium-Ion ist in sehr geringen Konzentrationen vorhanden, nur 5 ppm der Trockenmasse der Moostierchen stellen entsprechende Ionen dar. Nach dem Kontakt kommt es zu einer Kopplung mit den Proteinen der Haut oder des Blutserums und damit zu einer Antigenbildung, die die allergische Reaktion auslöst. Als Symptome bilden sich Hautrötungen, Schwellungen und Blasen.